# Тужилов (Киевская область)
Тужилов (укр. Тужилів) — село, входит в Яготинский район Киевской области Украины.
Население по переписи 2001 года составляло 88 человек. Почтовый индекс — 07712. Телефонный код — 4575. Занимает площадь 0,38 км². Код КОАТУУ — 3225582703.

## Местный совет
07712, Київська обл., Яготинський р-н, с. Кулябівка, вул. Миру, 179